# Pocket PC Magazin
Das Pocket PC Magazin war eine zweimonatlich erscheinende deutsche Computerzeitschrift, die auf Themen rund um Pocket PCs spezialisiert war.
Zwischen den Ausgaben 11/05 und 03/08 erschien das Magazin monatlich, dies wurde dann wieder auf den Zwei-Monats-Takt geändert.
Herausgegeben wurde die Zeitschrift von der Bikini Verlag GmbH. Der Herausgeber und Chefredakteur Gerhard Bauer ist gleichzeitig Gesellschafter der Bikini Verlag GmbH.
Die Zeitschrift erschien seit dem Jahr 2000; frühe Ausgaben aus dem Jahr 2000 erschienen noch unter dem Titel „Windows-CE-Magazin“.
Die letzte Ausgabe des Magazins war 1/09. Mit dieser Ausgabe wurde das Heft eingestellt. Die Themen sollten in die ebenfalls im Bikini Verlag erscheinende NOTEBOOK Organizer & Handy eingegliedert werden, was auch in der Ausgabe 3–4/2009 getan wurde. Diese Ausgabe war aber gleichzeitig die letzte Ausgabe des Magazins.